# Pleret
Pleret ist ein Distrikt (Kecamatan) im Regierungsbezirk (Kabupaten) Bantul der Sonderregion Yogyakarta im Süden der Insel Java. Der Kecamatan ist einer der vier Binnendistrikte und liegt nordöstlich vom Zentrum des Kabupaten. Ende 2021 zählte er 48.570 Einwohner auf 23,88 Fläche.

## Geographie
Pleret grenzt an folgende Kecamatan (Reihenfolge im Uhrzeigersinn):
| Richtung0000 | Name Kec.   | Kabupaten | Provinz |
| Norden       | Banguntapan | Bantul    | DIY*    |
| Nordosten    | Piyungan    | Bantul    | DIY*    |
| Südosten     | Dlingo      | Bantul    | DIY*    |
| Süden        | Imogiri     | Bantul    | DIY*    |
| Südwesten    | Jetis       | Bantul    | DIY*    |
| Westen       | Sewon       | Bantul    | DIY*    |

* D.I.Yogyakarta

## Verwaltungsgliederung
Der Kecamatan (auch Kapanewon genannt) gliedert sich in fünf ländliche Dörfer (Desa, auch Kalurahan genannt):
| PUM-Code 1    | Desa        | Fläche (km²) | Bevölkerung zur Volkszählung 2 | Bevölkerung zur Volkszählung 2 | Bevölkerung zur Volkszählung 2 | Bevölkerung zur Volkszählung 2 | Bevölkerung zur Volkszählung 2 | Bevölkerung zur Volkszählung 2 | Padu- kuhan 4 | RT 5 |
| PUM-Code 1    | Desa        | Fläche (km²) | 002000                         | 002010                         | Männer                         | Frauen                         | 002020                         | Dichte 3                       | Padu- kuhan 4 | RT 5 |
| ------------- | ----------- | ------------ | ------------------------------ | ------------------------------ | ------------------------------ | ------------------------------ | ------------------------------ | ------------------------------ | ------------- | ---- |
| 34.02.13.2001 | Wonokromo   | 4,34         | 11.432                         | 13.404                         | 7.800                          | 7.652                          | 15.452                         | 3.560,4                        | 12            | 73   |
| 34.02.13.2002 | Pleret      | 4,25         | 9.912                          | 11.979                         | 7.180                          | 7.117                          | 14.297                         | 3.364,0                        | 11            | 79   |
| 34.02.13.2003 | Segoroyoso  | 4,87         | 6.810                          | 7.927                          | 4.438                          | 4.399                          | 8.837                          | 1.814,6                        | 9             | 48   |
| 34.02.13.2004 | Bawuran     | 4,97         | 4.915                          | 5.616                          | 3.262                          | 3.165                          | 6.427                          | 1.293,2                        | 7             | 35   |
| 34.02.13.2005 | Wonolelo    | 4,54         | 3.878                          | 4.343                          | 2.432                          | 2.374                          | 4.806                          | 1.058,6                        | 8             | 37   |
| 34.02.13      | Kec. Pleret | 22,97        | 36.947                         | 43.269                         | 25.112                         | 24.707                         | 49.819                         | 2.168,9                        | 47            | 272  |

## Demographie
Grobeinteilung der Bevölkerung nach Altersgruppen (zum Zensus 2020)
| Altersgruppen | 00Männer | 00Frauen | zusammen |
| ------------- | -------- | -------- | -------- |
| 0 – 14        | 6.045    | 5.731    | 11.776   |
| 15 – 64       | 17.261   | 16.869   | 34.130   |
| 65+           | 1.806    | 2.107    | 3.913    |
| gesamt        | 25.112   | 24.707   | 49.819   |
| anteilig (%)  |          |          |          |
| 0 – 14        | 24,07    | 23,20    | 23,64    |
| 15 – 64       | 68,74    | 68,28    | 68,51    |
| 65+           | 7,19     | 8,53     | 7,85     |

### Bevölkerungsentwicklung
In den Ergebnissen der sieben Volkszählungen seit 1961 ist folgende Entwicklung ersichtlich:
| Einheit/Jahr     | 1961         | 1971         | 1980         | 1990         | 2000         | 2010         | 2020         |
| ---------------- | ------------ | ------------ | ------------ | ------------ | ------------ | ------------ | ------------ |
| Kec. Pleret      | 22.598       | 25.631       | 30.047       | 32.797       | 36.947       | 43.269       | 49.819       |
| Anteil in %      | 4,53         | 4,51         | 4,74         | 4,71         | 4,73         | 4,75         | 5,05         |
| Kab. Bantul      | 499.163      | 568.627      | 634.442      | 696.905      | 781.013      | 911.503      | 985.770      |
| Sonderregion DIY | 00 2.231.062 | 00 2.487.177 | 00 2.750.025 | 00 2.912.611 | 00 3.120.478 | 00 3.457.491 | 00 3.66.8719 |